# Burie
Burie é uma comuna francesa na região administrativa da Nova Aquitânia, no departamento de Charente-Maritime. Estende-se por uma área de 9,19 km². Em 2010 a comuna tinha 1 314 habitantes (densidade: 143 hab./km²).